# La Tour-d'Aigues
La Tour-d'Aigues este o comună în departamentul Vaucluse din sud-estul Franței. În 2009 avea o populație de 3.945 de locuitori.

## Evoluția populației
| An        | 1975  | 1982  | 1990  | 1999  | 2006  | 2009  |
| --------- | ----- | ----- | ----- | ----- | ----- | ----- |
| Populație | 2.070 | 2.433 | 3.328 | 3.860 | 3.912 | 3.945 |